# Педерструп
Педерструп — историческая усадьба, расположенная в 12 км к северу от Накскова на датском острове Лолланн. Фахверковое здание 1686 года было перестроено с 1813 по 1822 год в неоклассическом стиле государственным деятелем Кристианом Дитлевом Фредериком Ревентловом . С 1940 года в нем размещается музей Ревентлов.

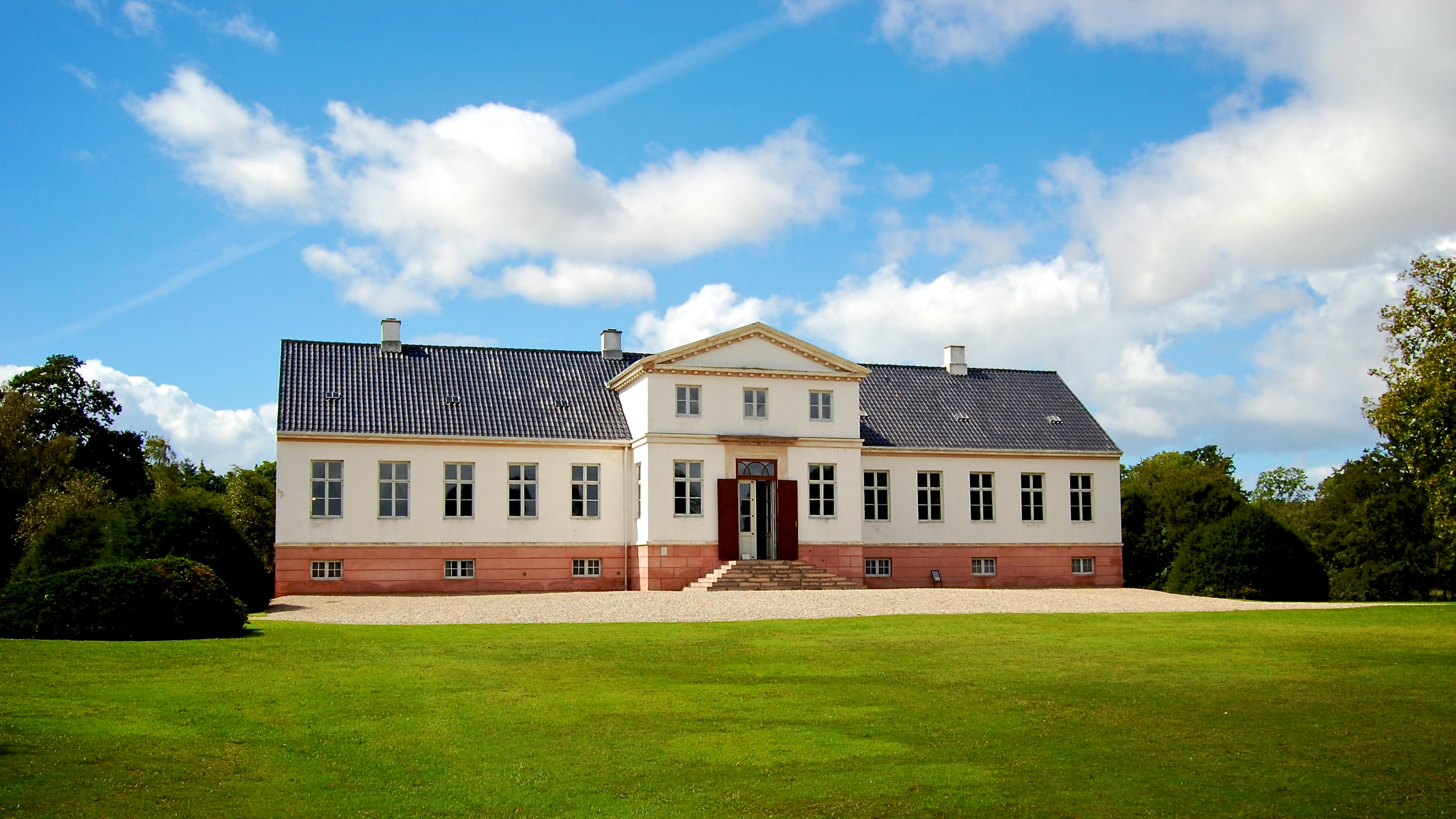
Фото здания

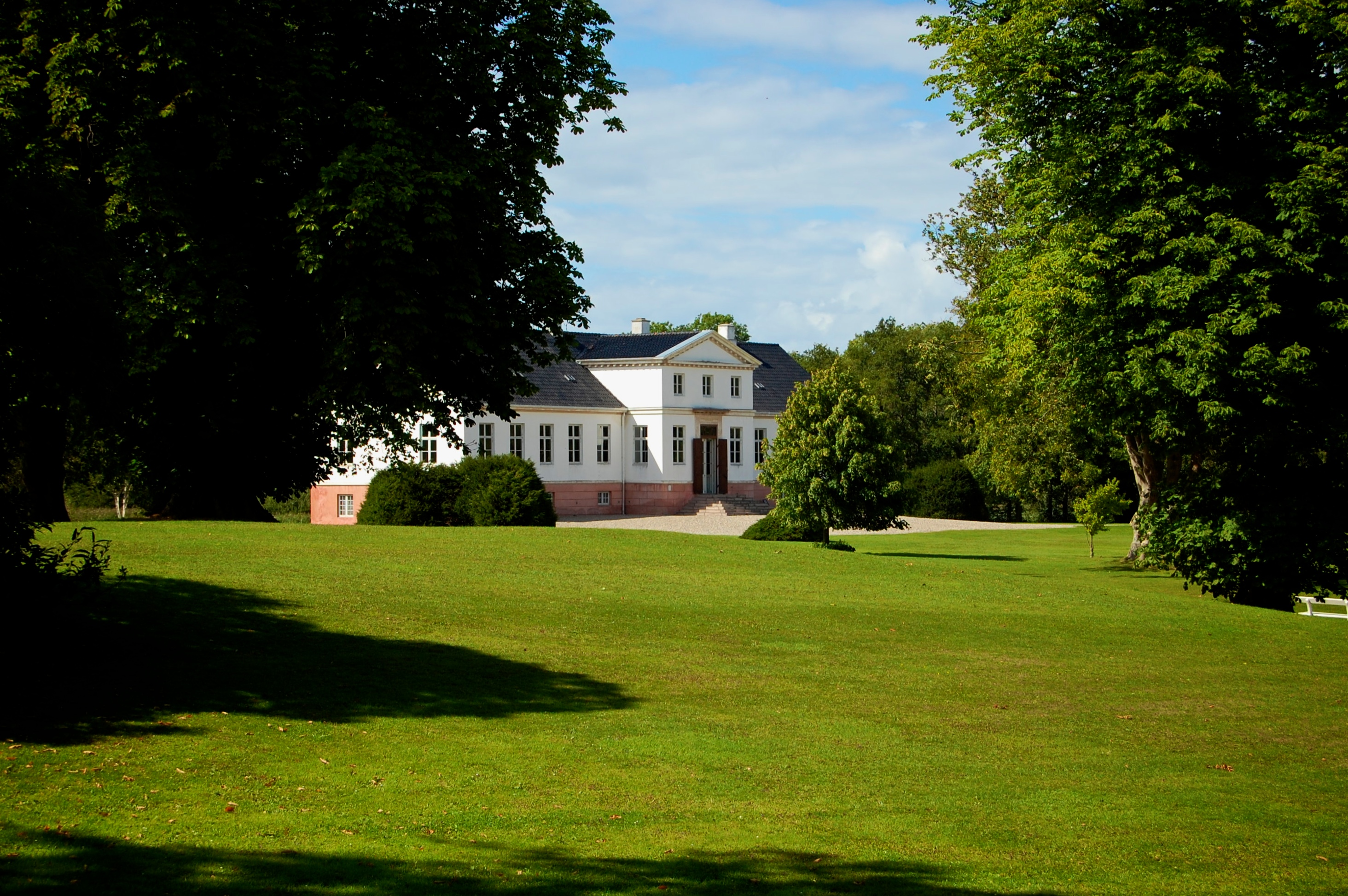
Вид издали

## История

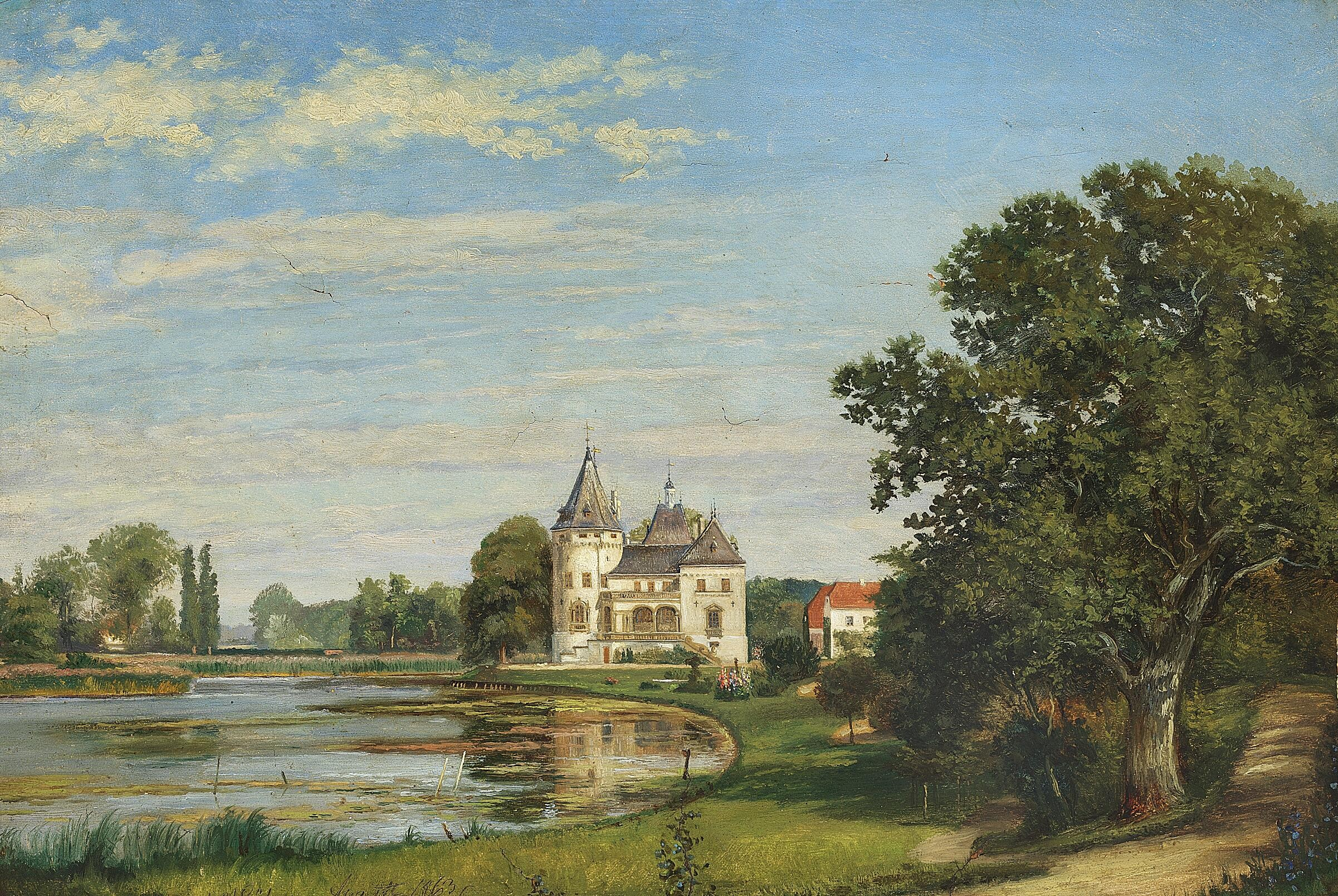
Картина Niels Lützen, 1863 год

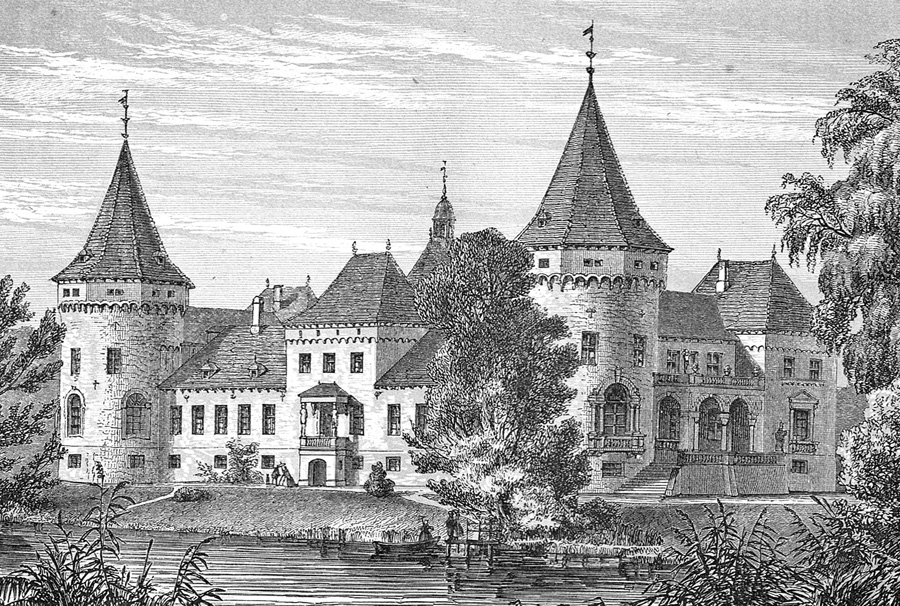
1872 год

Педерструп впервые упоминается в 1340-х годах, когда поместье принадлежало Ригсдросту Лауритсу Йонсену. Сводчатый подвал середины XVI века — самая старая сохранившаяся часть здания, которое в то время служило резиденцией королевского вассала. В 1576 году король Фредерик II продал поместье семье Венстерманд. В 1684 году фахверковое здание было куплено государственным деятелем Педером фон Брандтом, который пристроил к нему два симметричных крыла в стиле барокко.
В 1725 году поместье приобрел граф Кристиан Детлев Ревентлоу, сводный брат Анны Софии Ревентлоу, второй жены Фредерика IV. В 1729 году для семьи Ревентлоу было создано графство, известное как Кристиансзеде. С 1775 года его сын Кристиан Дитлев Фредерик Ревентлоу ввел Педерструп в период большого процветания. Между 1813 и 1822 годами при содействии архитектора К.Ф. Хансена он провел значительные перестройки в неоклассическом стиле. В 1858 году его внук Фердинанд Ревентлоу поручил Фердинанду Мельдалю превратить усадьбу в маленький французский замок с башнями и шпилями. В 1938 году, когда Ревентлоу столкнулись с экономическими трудностями и вынуждены были продать усадьбу, Вигго Стен Мёллер восстановил здание в его прежнем неоклассическом облике, чтобы оно служило музеем.